# Акантус
Акантус (грч. ακανθος) - у ликовним уметностима, стилизовани мотив заснован на форми листа медитеранске биљке Acanthus mollis  L. У античкој грчкој уметности среће се већ од V века пре нове ере као украс надгробних споменика и зидних површина храмова, а потом и на капителу коринтског реда (нпр. Ерехтејон на атинском Акропољу). У античкој римској архитектури јавља се као украс капитела композитног реда. У стилизованој форми присутан је и у архитектонској пластици рановизантијске епохе. Среће се и у романичкој и готичкој уметности, као и у свим реинтерпретацијама античке архитектуре – од ренесансе до историјских стилова XIX века.
Почев од ренесансе, акантус се као резбарени или ливени украс често појављује на намештају и другим предметима примењене уметности.